# Toona australis
Toona australis là một loài thực vật có hoa trong họ Meliaceae. Loài này được (F. Muell.) Harms miêu tả khoa học đầu tiên.